# Gerhard Schneider (SS-Mitglied)
Gerhard Oskar Paul Schneider (* 13. Oktober 1913 in Magdeburg; † 21. September 2000 in Euskirchen) war ein deutscher SS-Hauptsturmführer und Teilkommandoführer des Einsatzkommandos 9 der Einsatzgruppe B.

## Leben
Gerhard Schneider war der Sohn eines Zollsekretärs. Er besuchte die Schule der Franckeschen Stiftungen in Halle an der Saale. Im Mai 1933 wurde er Mitglied der SS. In September 1936 begann er seinen Dienst als Kriminalkommissaranwärter bei der Gestapo Potsdam. Nach bestandener Prüfung im Juli 1938 wurde er wieder offiziell in die SS aufgenommen und als Hilfskriminalkommissar zur Staatspolizeistelle Halle versetzt. Am 1. März 1940 trat er der NSDAP (Mitgliedsnummer 7.552.651) bei und wurde zur Abteilung IV E3 (Abwehr West) der RSHA nach Berlin versetzt. Nach dem Westfeldzug wurde er Mitglied einer Kommission, die die Überführung deutscher Häftlinge und Kriegsgefangener aus Lagern und Gefängnissen in Vichy-Frankreich nach Deutschland überwachte. Im Mai 1941 wurde er dem Einsatzkommando 9 unter der Führung des Alfred Filbert zugeteilt. Anfang Juli 1941 traf er mit diesem Kommando in Wilna ein. Dort und in weiteren Orten hat er an der Ermordung der jüdischen Bevölkerung beteiligt. Bei einer Erschießung in Wilna wirkte er als Schütze. Auch nahm er an der Erschießung von 100 Menschen der jüdischen Bevölkerung von Molodeczno bei Wilejka teil. Als Teilkommandoführer leitete er die Erschießung der jüdischen Bevölkerung von Surasch. Im August 1941 wurde er zum Stab der Einsatzgruppe B nach Smolensk versetzt. Im September 1941 kehrte er nach Berlin zurück und setzte das Studium fort. Im Oktober 1942 bestand Schneider das Referendarexamen und begann in Königsberg den Vorbereitungsdienst. Nach Besuch einer Führerschule bestand er im Herbst 1943 die große Staatsprüfung für den höheren Verwaltungsdienst und wurde nach Danzig versetzt. Dort war er als Untersuchungsführer und Verteidiger vor dem SS- und Polizeigericht beim Inspekteur der Sicherheitspolizei und des SD tätig. Ende Januar 1945 wurde er als Verbindungsführer der SS zum Stab der Heeresgruppe Weichsel abkommandiert.
Nach dem Krieg lebte er unter dem falschen Namen in der Region Lübeck und arbeitete bei einem Landwirt, dann bei einem Gemüsebauern in der Region Vierlande. Von November 1946 bis August 1948 wurde er im Neuengamme interniert. Am 20. Juli 1948 wurde er vom Spruchgericht Hamburg-Bergedorf wegen Zugehörigkeit zur SS zu sechs Monaten Gefängnis verurteilt. Nach seiner Entlassung begab sich Schneider nach Schwanewede. Das Amtsgericht Hamburg verurteilte ihn am 20. Januar 1949 zu einer Geldstrafe. Am 10. November 1949 wurde er vom Entnazifizierungs-Hauptausschuss Stade in die Kategorie V der Entlasteten eingestuft. Als Vertriebener engagierte er sich an seinem neuen Wohnort im Siedlungsbau, weshalb er 1950 in den Bauausschuss des Landkreises berufen wurde. Er wurde 1. Vorsitzender des Ortsverbandes und 2. Vorsitzender des Kreisverbandes der Vertriebenen, Elternratsvorsitzender an der Schule und Schiedsmann in Schwanewede. Im Herbst 1952 trat er dem BHE (Bund der Heimatlosen und Entrechteten) bei und wurde in den Gemeinderat gewählte. Im gleichen Jahr wurde er Kreistagsabgeordneter des BHE und 2. Stellvertretender Landrat. Im 1953 war er arbeitslos. Im Mai 1956 fand er eine Anstellung beim Niedersächsischen Ministerium für Wirtschaft und Verkehr. Am 21. Mai 1959 wurde er verhaftet, aber am 24. Mai 1964 aus der Untersuchungshaft entlassen.
Das Landgericht Berlin verurteilte ihn am 28. März 1966 wegen Beihilfe zum Mord in drei Fällen zu sechs Jahren Zuchthaus, die wegen Anrechnung von Untersuchungs- und Internierungshaft als verbüßt galt. Das Urteil wurde durch Beschluss des Bundesgerichtshof vom 28. Oktober 1966 rechtskräftig.